# Cis evanescens
Cis evanescens är en skalbaggsart som beskrevs av Sharp 1879. Cis evanescens ingår i släktet Cis och familjen trädsvampborrare. Inga underarter finns listade i Catalogue of Life.